# 土木シート
土木シート（どぼくシート）は、港湾・河川・道路・鉄道などの土木工事において、吸出防止、埋没・沈下等防止、洗掘防止、軟弱地盤安定、埋設物安定などの目的のために使用されるシートである。
材質は、塩化ビニル、ポリエチレン、ゴム、ポリプロピレンなどが多用され、最近ではトウモロコシを原料とした生分解性プラスチックを原料とした土木シートも開発されているが実際は分解されない場合が多い。